# Eu cât cânt, atâta sunt
Eu cât cânt, atâta sunt este un film românesc din 1987 regizat de Anita Gîrbea.